# İzmit
İzmit (in greco Νικομήδεια?, Nikomidia) è una città della Turchia. Sorge in fondo al golfo di İzmit sul mar di Marmara, e si trova a circa 100 km a oriente di Istanbul; è il capoluogo della provincia di Kocaeli e contava 294 875 abitanti nel 2010 .

## Caratteristiche
Izmit è un importante centro commerciale e industriale. Possiede un porto molto attivo e si trova sulla più importante strada turca, quella che unisce Istanbul ad Ankara. Possiede una grande raffineria, industrie del cemento e della carta, un grande impianto dell'industria automobilistica Ford e un impianto della Pirelli, dove sono prodotte le gomme della Formula 1. Essa è anche una notevole città turistica, grazie a quanto rimane dei monumenti del suo glorioso passato.

## Storia

### Prima della conquista ottomana
Nell'antichità la città era chiamata Astaco od Olbia. Dopo una distruzione fu ricostruita intorno al 264 a.C. dal re della Bitinia Nicomede I che le diede il nome di Nicomedia. Nel 64 a.C. divenne capitale della provincia di Bitinia e Ponto. Fu quindi scelta nel 284 dall'imperatore Diocleziano come sede imperiale della parte orientale dell'Impero romano per la sua posizione strategica, nelle vicinanze dello stretto dei Dardanelli e del Bosforo. Sotto Diocleziano venne molto arricchita e nel 303-304 vi fu costruita un'arena in occasione dei Vicennalia. Perse il suo ruolo di residenza imperiale nel 330, quando venne fondata la città di Costantinopoli, seconda capitale dell'Impero. Fu distrutta da un terremoto nel tardo IV secolo. Nel V secolo fu un centro dell'arianesimo. Della città antica oggi resta solo qualche rovina del Palazzo imperiale di Diocleziano, tracce dell'acquedotto, una fontana del II secolo e resti nelle vicinanze del porto.
Dall'840 in poi, Nicomedia divenne la capitale della thema Optimaton seppure la popolazione continuasse ad invecchiare e la città venisse gradualmente abbandonata, come viene descritto dal geografo arabo, Ibn Khordadbeh. L'insediamento andava così progressivamente restringendosi fino a limitarsi alla sola cittadella in collina.
Nel 1080, la città servì come base militare ad Alessio I per le sue campagne contro i turchi Selgiuchidi, durante la prima e la seconda crociata.
La città rimase nel possesso dell'Impero latino tra il 1204 ed il 1240, quando fu recuperata da Giovanni III Vatatze. Ritornò così sotto il controllo dell'Impero bizantino per quasi un secolo, ma dopo la sconfitta bizantina nella battaglia di Bafeo del 1302, rimase sotto la continua minaccia delle armate ottomane.

### Dopo la conquista ottomana
La città, continuamente fortificata nei secoli dai bizantini, fu assediata per due volte da parte degli Ottomani (nel 1304 e 1330) prima di soccombere nel 1337 (assedio di Nicomedia). Fu restituita ai Bizantini nel 1403 e ripresa di nuovo dopo pochi anni.
Gli ottomani fecero di İzmit la capitale del Sangiaccato di Kocaeli.
Limitandosi agli ultimi secoli, la città fu sconvolta in tre occasioni da gravi terremoti: il 14 settembre 1509, il 22 maggio 1766 e il 17 agosto 1999; in quest'ultima occasione, il terremoto di magnitudo 7.4 causò 14 000 morti.

## Economia
La storia di İzmit è legata al suo porto. Nel 1913 il governo turco aveva lavorato per privatizzare il porto. A quel tempo, una società chiamata Vickers costruì un molo temporaneo, portando una piccola attività di esportazione nell'area. Gli inglesi descrissero il porto come avente pochi affari nel 1920. Durante il periodo del Sangiaccato di İzmit, le regioni boscose dell'area furono devastate dalla deforestazione. Il legno nella regione di İzmit veniva utilizzato principalmente per produrre carbone di legna. Negli anni '20 la zona era nota anche per la tessitura del lino. Le fabbriche erano rare in quel periodo, quindi la maggior parte della biancheria era fatta a mano. Fu descritto come "grossolano" e molto richiesto in Turchia dal 1920. İzmit era la sede di due fabbriche di uniformi dell'esercito turco e della marina. Uno faceva fez e l'altro cappelli di tessuto. L'area produceva tappeti e ricami, realizzati principalmente da donne cristiane.
İzmit ha una grande raffineria di petrolio e importanti fabbriche di carta e cemento. La Ford Motor Company ha uno stabilimento qui in una joint venture con Otosan, assemblando i furgoni Transit / Tourneo (compreso il nuovo V362 Transit / Tourneo Custom dalla fine del 2012) e Transit / Tourneo Connect. Con la chiusura dello stabilimento Ford di Southampton nel luglio 2013 e il lancio del nuovo Transit V363 solo Otosan nel 2014, İzmit sarà l'unico produttore di furgoni Ford Transit per l'Europa. È anche un hub di logisitco, essendo sulla principale autostrada e linee ferroviarie tra Istanbul e Ankara e avendo un porto importante. Negli ultimi anni la provincia è diventata un punto di crescita per l'industria automobilistica turca, ricevendo investimenti da Ford, Hyundai, Honda e Isuzu. Gli pneumatici e i prodotti in gomma sono prodotti secondo standard di livello mondiale (Goodyear, Pirelli, Lassa e Bridgestone). Ad oggi, la provincia di Kocaeli ha attratto più di 1200 investimenti industriali, 108 dei quali sono stati istituiti con capitale internazionale. La più grande impresa turca, la Tüpraş Petroleum Refinery Plant, si trova a Kocaeli e contiene complessivamente il 27% dell'industria nazionale dei prodotti chimici, compresi i prodotti petrolchimici. Diciotto delle 100 maggiori imprese turche si trovano a Kocaeli e contribuiscono a circa il 17-18% del gettito fiscale nazionale. La rivista Foreign Direct Investment affiliata al Financial Times ha nominato Kocaeli (la provincia di cui İzmit è la capitale) tra le 25 regioni europee del futuro per il 2006-2007. La città è stata scelta insieme ad Adana per la Turchia, che ha ottenuto il punteggio più alto per efficacia in termini di costi rispetto alle infrastrutture più ampie di Kocaeli, mentre Adana e Kocaeli hanno ottenuto punti per le risorse umane e la qualità della vita. Il famoso dolce tradizionale turco Pişmaniye è un prodotto di İzmit e della provincia di Kocaeli.

## Infrastrutture e trasporti
Situata lungo le coste commercialmente attive del Mar Nero e del Mar di Marmara, Kocaeli vanta 5 porti e 35 bacini industriali, che la rendono un importante centro di comunicazione, nonché il punto di contatto interno più lontano dell'Anatolia e una porta di accesso per i mercati globali. Le principali vie di trasporto, la strada statale D100 e la Trans European Motorway che collega l'Europa con l'Asia, insieme alle linee ferroviarie, formano una rete di passaggio intercontinentale. La stazione ferroviaria centrale di İzmit è una delle più trafficate della Turchia, costruita nel 1977 per sostituire la stazione originale.
Kocaeli confina con uno dei più grandi centri metropolitani del mondo, Istanbul. La sua vicinanza ai tre aeroporti internazionali di Istanbul fornisce collegamenti nazionali e internazionali.

## Sport
La squadra calcistica della città è il Kocaelispor Kulübü dai colori verde -nero e che milita attualmente nella TFF 1. Lig, la seconda divisione del campionato turco di calcio.